# Sirosoma frontalis
Sirosoma frontalis är en insektsart som beskrevs av Mcatee 1933. Sirosoma frontalis ingår i släktet Sirosoma och familjen dvärgstritar. Inga underarter finns listade i Catalogue of Life.